# British Academy Film Award/Bestes Szenenbild
British Academy Film Award: Bestes Szenenbild (Best Production Design)
Die Liste enthält Gewinner und Nominierte in der Kategorie Bestes Szenenbild. Bis 1968 wurde der Preis in der Kategorie Best British Production Design separat für Farb- und Schwarzweißfilme vergeben, wobei 1968 nur ein Preis in der Farbkategorie vergeben wurde. Nach Umstrukturierung der Preisverleihung im Jahr 1969 entstand die bis heute bestehende Kategorie Bestes Szenenbild. Die Preisverleihung zeichnet Filme des Vorjahres aus.
Die aufgeführten Filme werden mit ihrem deutschen Verleihtitel (sofern ermittelbar) angegeben, danach folgt in Klammern in kursiver Schrift der fremdsprachige Originaltitel. Die Nennung des Originaltitels entfällt, wenn deutscher und originaler Filmtitel identisch sind. Die Gewinner stehen hervorgehoben an erster Stelle.

## 1960er-Jahre
1965
| Kategorie: Schwarz/Weiß | Kategorie: Farbe |
| Ken Adam – Dr. Seltsam oder: Wie ich lernte, die Bombe zu lieben (Dr. Strangelove) Maurice Carter – Schüsse in Batasi (Guns at Batasi) Richard Macdonald – King and Country – Für König und Vaterland (King & Country) Ted Marshall – Schlafzimmerstreit (The Pumpkin Eater) | John Bryan – Becket Carmen Dillon – Das Haus im Kreidegarten (The Chalk Garden) Ken Adam – James Bond 007 – Goldfinger (Goldfinger) Ernest Archer – Zulu |

1966
| Kategorie: Schwarz/Weiß | Kategorie: Farbe |
| Ray Simm – Darling Arthur Lawson – Zwischenfall im Atlantik (The Bedford Incident) Herbert Smith – Ein Haufen toller Hunde (The Hill) Alex Vetchinsky – Rotten to the Core | Ken Adam – Ipcress – streng geheim (The Ipcress File) Geoffrey Drake – Lord Jim Tom Morahan – Die tollkühnen Männer in ihren fliegenden Kisten (Those Magnificent Men in Their Flying Machines) Ken Adam – James Bond 007 – Feuerball (Thunderball) |

1967
| Kategorie: Schwarz/Weiß | Kategorie: Farbe |
| Tambi Larsen – Der Spion, der aus der Kälte kam (The Spy Who Came in from the Cold) Don Ashton – Bunny Lake ist verschwunden (Bunny Lake Is Missing) Tony Woollard – Georgy Girl Ted Marshall – Ein Platz ganz oben (Life at the Top) | Wilfred Shingleton – Der blaue Max (The Blue Max) John Howell – Khartoum Maurice Carter – Das Quiller-Memorandum – Gefahr aus dem Dunkel (The Quiller Memorandum) Ray Simm – Letzte Grüße von Onkel Joe (The Wrong Box) |

1968
John Box – Ein Mann zu jeder Jahreszeit (A Man for All Seasons)
Carmen Dillon – Accident – Zwischenfall in Oxford (Accident)
Assheton Gorton – Blow Up (Blowup)
Ken Adam – James Bond 007 – Man lebt nur zweimal (You Only Live Twice)
1969
Ernest Archer, Harry Lange, Tony Masters – 2001: Odyssee im Weltraum (2001: A Space Odyssey)
Ted Marshall – Der Angriff der leichten Brigade (The Charge of the Light Brigade)
John Box – Oliver!
Renzo Mongiardino – Romeo und Julia (Romeo and Juliet)

## 1970er-Jahre
1970
Don Ashton – Oh! What a Lovely War
John DeCuir – Hello, Dolly!
Michail Alexandrowitsch Bogdanow, Gennadi Mjasnikow – Krieg und Frieden (Война и мир)
Luciana Arrighi – Liebende Frauen (Women in Love)
1971
Mario Garbuglia – Waterloo
Maurice Carter – Königin für tausend Tage (Anne of the Thousand Days)
Stephen B. Grimes – Ryans Tochter (Ryan’s Daughter)
Terence Marsh – Scrooge
1972
Ferdinando Scarfiotti – Tod in Venedig (Morte a Venezia)
Carmen Dillon – Der Mittler (The Go-Between)
John Box – Nikolaus und Alexandra (Nicholas and Alexandra)
Christine Edzard – Trixis Wunderland (The Tales of Beatrix Potter)
1973
Rolf Zehetbauer – Cabaret
John Barry – Uhrwerk Orange (A Clockwork Orange)
Carmen Dillon – Die große Liebe der Lady Caroline (Lady Caroline Lamb)
Don Ashton, Geoffrey Drake – Der junge Löwe (Young Winston)
1974
Natasha Kroll – Botschaft für Lady Franklin (The Hireling)
Tony Woollard – England Made Me
Danilo Donati – Roma
Ken Adam – Mord mit kleinen Fehlern (Sleuth)
1975
John Box – Der große Gatsby (The Great Gatsby)
Richard Sylbert – Chinatown
Tony Walton – Mord im Orient-Expreß (Murder on the Orient Express)
Brian Eatwell – Die drei Musketiere (The Three Musketeers)
1976
John Box – Rollerball
Ken Adam – Barry Lyndon
Richard Macdonald – Der Tag der Heuschrecke (The Day of the Locust)
William J. Creber – Flammendes Inferno (The Towering Inferno)
1977
Geoffrey Kirkland – Bugsy Malone
George Jenkins – Die Unbestechlichen (All the President’s Men)
Mario Chiari, Dale Hennesy – King Kong
Ray Simm – Cinderellas silberner Schuh (The Slipper and the Rose)
1978
Danilo Donati, Federico Fellini – Fellinis Casanova (Il casanova di Federico Fellini)
Terence Marsh – Die Brücke von Arnheim (A Bridge Too Far)
Ken Adam – James Bond 007 – Der Spion, der mich liebte (The Spy Who Loved Me)
Philip Harrison – Valentino
1979
Joe Alves – Unheimliche Begegnung der dritten Art (Close Encounters of the Third Kind)
Gene Callahan, Carmen Dillon und Willy Holt – Julia
John Barry – Krieg der Sterne (Star Wars Episode IV: A New Hope)
John Barry – Superman

## 1980er-Jahre
1980
Michael Seymour – Alien – Das unheimliche Wesen aus einer fremden Welt (Alien)
Dean Tavoularis – Apocalypse Now
Jeremiah Rusconi – Die Europäer (The Europeans)
Brian Morris – Yanks – Gestern waren wir noch Fremde (Yanks)
1981
Stuart Craig – Der Elefantenmensch (The Elephant Man)
Philip Rosenberg – Hinter dem Rampenlicht (All That Jazz)
Danilo Donati – Flash Gordon
Norman Reynolds – Das Imperium schlägt zurück (Star Wars Episode V: The Empire Strikes Back)
1982
Norman Reynolds – Jäger des verlorenen Schatzes (Raiders of the Lost Ark)
Roger Hall – Die Stunde des Siegers (Chariots of Fire)
Assheton Gorton – Die Geliebte des französischen Leutnants (The French Lieutenant’s Woman)
Pierre Guffroy – Tess
1983
Lawrence G. Paull – Blade Runner
James D. Bissell – E.T. – Der Außerirdische (E.T. the Extra-Terrestrial)
Stuart Craig – Gandhi
1984
Gianni Quaranta, Franco Zeffirelli – La Traviata
Wilfred Shingleton – Hitze und Staub (Heat and Dust)
Norman Reynolds – Die Rückkehr der Jedi-Ritter (Star Wars Episode VI: Return of the Jedi)
Angelo P. Graham – WarGames – Kriegsspiele (Wargames)
1985
Roy Walker – The Killing Fields – Schreiendes Land (The Killing Fields)
Anton Furst – Die Zeit der Wölfe (The Company of Wolves)
Stuart Craig – Greystoke – Die Legende von Tarzan, Herr der Affen (Greystoke: The Legend of Tarzan, Lord of the Apes)
Allan Cameron – 1984 (Nineteen Eighty-Four)
1986
Norman Garwood – Brazil
Patrizia von Brandenstein – Amadeus
Lawrence G. Paull – Zurück in die Zukunft (Back to the Future)
John Box – Reise nach Indien (A Passage to India)
1987
Brian Ackland-Snow, Gianni Quaranta – Zimmer mit Aussicht (A Room with a View)
Peter Lamont – Aliens – Die Rückkehr (Aliens)
Stuart Craig – Mission (The Mission)
Shinobu, Muraki Yoshirō – Ran
1988
Santo Loquasto – Radio Days
Anthony Pratt – Hope and Glory
Bernard Vézat – Jean Florette (Jean de Florette)
William A. Elliott – The Untouchables – Die Unbestechlichen (The Untouchables)
1989
Dean Tavoularis – Tucker (Tucker: The Man and His Dream)
Norman Reynolds – Das Reich der Sonne (Empire of the Sun)
Ferdinando Scarfiotti – Der letzte Kaiser (The Last Emperor)
Elliot Scott – Falsches Spiel mit Roger Rabbit (Who Framed Roger Rabbit)

## 1990er-Jahre
1990
Dante Ferretti – Die Abenteuer des Baron Münchhausen (The Adventures of Baron Munchausen)
Anton Furst – Batman
Stuart Craig – Gefährliche Liebschaften (Dangerous Liaisons)
Tim Harvey – Henry V. (Henry V)
1991
Richard Sylbert – Dick Tracy
Andrea Crisanti – Cinema Paradiso (Nuovo cinema paradiso)
Terence Marsh – Jagd auf Roter Oktober (The Hunt for Red October)
Gianni Silvestri – Himmel über der Wüste (The Sheltering Sky)
1992
Bo Welch – Edward mit den Scherenhänden (Edward Scissorhands)
Richard Macdonald – Addams Family (The Addams Family)
Ezio Frigerio – Cyrano de Bergerac
Joseph Nemec III – Terminator 2 – Tag der Abrechnung (Terminator 2: Judgment Day)
1993
Catherine Martin – Strictly Ballroom – Die gegen alle Regeln tanzen (Strictly Ballroom)
Stuart Craig – Chaplin
Luciana Arrighi – Wiedersehen in Howards End (Howards End)
Wolf Kroeger – Der letzte Mohikaner (The Last of the Mohicans)
1994
Andrew McAlpine – Das Piano (The Piano)
Dante Ferretti – Zeit der Unschuld (The Age of Innocence)
Thomas E. Sanders – Bram Stoker’s Dracula
Allan Starski – Schindlers Liste (Schindler’s List)
1995
Dante Ferretti – Interview mit einem Vampir (Interview with the Vampire: The Vampire Chronicles)
Colin Gibson, Owen Paterson – Priscilla – Königin der Wüste (The Adventures of Priscilla, Queen of the Desert)
Tim Harvey – Mary Shelley’s Frankenstein (Frankenstein)
Craig Stearns –  Die Maske (The Mask)
1996
Michael Corenblith – Apollo 13
Thomas E. Sanders – Braveheart
Ken Adam – King George – Ein Königreich für mehr Verstand (The Madness of King George)
Luciana Arrighi – Sinn und Sinnlichkeit (Sense and Sensibility)
1997
Tony Burrough – Richard III. (Richard III)
Stuart Craig – Der englische Patient (The English Patient)
Brian Morris – Evita
Tim Harvey – Hamlet
1998
Catherine Martin – William Shakespeares Romeo + Julia (Romeo + Juliet)
Jeannine C. Oppewall – L.A. Confidential
Martin Childs – Ihre Majestät Mrs. Brown (Mrs. Brown)
Peter Lamont – Titanic
1999
Dennis Gassner – Die Truman Show
John Myhre – Elizabeth
Thomas E. Sanders – Der Soldat James Ryan (Saving Private Ryan)
Martin Childs – Shakespeare in Love

## 2000er-Jahre
2000
Rick Heinrichs – Sleepy Hollow
Naomi Shohan – American Beauty
Geoffrey Kirkland – Die Asche meiner Mutter (Angela’s Ashes)
Anthony Pratt – Das Ende einer Affäre (The End of the Affair)
Owen Paterson – Matrix (The Matrix)
2001
Arthur Max – Gladiator
David Gropman – Chocolat – Ein kleiner Biss genügt (Chocolat)
Timmy Yip – Tiger and Dragon (Wo hu cang long)
Dennis Gassner – O Brother, Where Art Thou? – Eine Mississippi-Odyssee (O Brother, Where Art Thou?)
Martin Childs – Quills – Macht der Besessenheit (Quills)
2002
Aline Bonetto – Die fabelhafte Welt der Amélie (Le fabuleux destin d'Amélie Poulain)
Stephen Altman – Gosford Park
Stuart Craig – Harry Potter und der Stein der Weisen (Harry Potter and the Philosopher’s Stone)
Grant Major – Der Herr der Ringe: Die Gefährten (The Lord of the Rings: The Fellowship of the Ring)
Catherine Martin – Moulin Rouge (Moulin Rouge!)
2003
Dennis Gassner – Road to Perdition
John Myhre – Chicago
Dante Ferretti – Gangs of New York
Stuart Craig – Harry Potter und die Kammer des Schreckens (Harry Potter and the Chamber of Secrets)
Grant Major – Der Herr der Ringe: Die zwei Türme (The Lord of the Rings: The Two Towers)
2004
William Sandell – Master & Commander – Bis ans Ende der Welt (Master and Commander: The Far Side of the World)
Dennis Gassner – Big Fish
Dante Ferretti – Unterwegs nach Cold Mountain (Cold Mountain)
Ben van Os – Das Mädchen mit dem Perlenohrring (Girl with a Pearl Earring)
Grant Major – Der Herr der Ringe: Die Rückkehr des Königs (The Lord of the Rings: The Return of the King)
2005
Dante Ferretti – Aviator (The Aviator)
Gemma Jackson – Wenn Träume fliegen lernen (Finding Neverland)
Stuart Craig – Harry Potter und der Gefangene von Askaban (Harry Potter and the Prisoner of Azkaban)
Tingxiao Huo – House of Flying Daggers (Shi mian mai fu)
Eve Stewart – Vera Drake
2006
Stuart Craig – Harry Potter und der Feuerkelch (Harry Potter and the Goblet of Fire)
Nathan Crowley – Batman Begins
Alex McDowell – Charlie und die Schokoladenfabrik (Charlie and the Chocolate Factory)
Grant Major – King Kong
John Myhre – Die Geisha (Memoirs of a Geisha)
2007
Jim Clay, Geoffrey Kirkland, Jennifer Williams – Children of Men
Peter Lamont, Simon Wakefield – James Bond 007 – Casino Royale (Casino Royale)
K. K. Barrett, Véronique Melery – Marie Antoinette
Eugenio Caballero, Pilar Revuelta – Pans Labyrinth (El laberinto del fauno)
Cheryl Carasik, Rick Heinrichs – Pirates of the Caribbean – Fluch der Karibik 2 (Pirates of the Caribbean: Dead Man’s Chest)
2008
Sarah Greenwood, Katie Spencer – Abbitte (Atonement)
Guy Hendrix Dyas, Richard Roberts – Elizabeth – Das goldene Königreich (Elizabeth: The Golden Age)
Stuart Craig, Stephenie McMillan – Harry Potter und der Orden des Phönix (Harry Potter and the Order of the Phoenix)
Olivier Raoux – La vie en rose (La môme)
Jim Erickson, Jack Fisk – There Will Be Blood
2009
Donald Graham Burt, Victor J. Zolfo – Der seltsame Fall des Benjamin Button (The Curious Case of Benjamin Button)
Gary Fettis, James J. Murakami – Der fremde Sohn (Changeling)
Nathan Crowley, Peter Lando – The Dark Knight
Debra Schutt, Kristi Zea – Zeiten des Aufruhrs (Revolutionary Road)
Michelle Day, Mark Digby – Slumdog Millionär (Slumdog Millionaire)

## 2010er-Jahre
2010
Rick Carter, Robert Stromberg, Kim Sinclair – Avatar – Aufbruch nach Pandora (Avatar)
Philip Ivey, Guy Potgieter – District 9
Stuart Craig, Stephenie McMillan – Harry Potter und der Halbblutprinz (Harry Potter and the Half-Blood Prince)
David Warren, Anastasia Masaro, Caroline Smith – Das Kabinett des Doktor Parnassus (The Imaginarium of Doctor Parnassus)
David Wasco, Sandy Reynolds-Wasco – Inglourious Basterds
2011
Guy Hendrix Dyas, Larry Dias, Doug Mowat – Inception
Robert Stromberg, Karen O’Hara – Alice im Wunderland (Alice in Wonderland)
Thérèse DePrez, Tora Peterson – Black Swan
Eve Stewart, Judy Farr – The King’s Speech
Jess Gonchor, Nancy Haigh – True Grit
2012
Dante Ferretti, Francesca Lo Schiavo – Hugo Cabret (Hugo)
Laurence Bennett, Robert Gould – The Artist
Rick Carter, Lee Sandales – Gefährten (War Horse)
Stuart Craig, Stephenie McMillan – Harry Potter und die Heiligtümer des Todes: Teil 2 (Harry Potter and the Deathly Hallows – Part 2)
Maria Djurkovic, Tatiana MacDonald – Dame, König, As, Spion (Tinker Tailor Soldier Spy)
2013
Eve Stewart, Anna Lynch-Robinson – Les Misérables
Sarah Greenwood, Katie Spencer – Anna Karenina
David Gropman, Anna Pinnock – Life of Pi: Schiffbruch mit Tiger (Life of Pi)
Rick Carter, Jim Erickson – Lincoln
Dennis Gassner, Anna Pinnock – James Bond 007: Skyfall (Skyfall)
2014
Catherine Martin, Beverley Dunn – Der große Gatsby (The Great Gatsby)
Judy Becker, Heather Loeffler – American Hustle
Adam Stockhausen, Alice Baker – 12 Years a Slave
Howard Cummings – Liberace – Zu viel des Guten ist wundervoll (Behind the Candelabra)
Andy Nicholson, Rosie Goodwin, Joanne Woollard – Gravity
2015
Anna Pinnock, Adam Stockhausen – Grand Budapest Hotel (The Grand Budapest Hotel)
Nathan Crowley, Gary Fettis – Interstellar
Suzie Davies, Charlotte Watts – Mr. Turner – Meister des Lichts (Mr. Turner)
Maria Djurkovic, Tatiana Macdonald – The Imitation Game – Ein streng geheimes Leben (The Imitation Game)
Rick Heinrichs, Shane Vieau – Big Eyes
2016
Colin Gibson, Lisa Thompson – Mad Max: Fury Road
Judy Becker, Heather Loeffler – Carol
Celia Bobak, Arthur Max – Der Marsianer – Rettet Mark Watney (The Martian)
Rick Carter, Darren Gilford, Lee Sandales – Star Wars: Das Erwachen der Macht (Star Wars: The Force Awakens)
Rena DeAngelo, Bernhard Henrich, Adam Stockhausen – Bridge of Spies – Der Unterhändler (Bridge of Spies)
2017
Stuart Craig, Anna Pinnock – Phantastische Tierwesen und wo sie zu finden sind (Fantastic Beasts and Where to Find Them)
John Bush, Charles Wood – Doctor Strange
Meg Everist, Shane Valentino – Nocturnal Animals
Jess Gonchor, Nancy Haigh – Hail, Caesar!
Sandy Reynolds-Wasco, David Wasco – La La Land
2018
Paul Denham Austerberry, Jeff Melvin, Shane Vieau – Shape of Water – Das Flüstern des Wassers (The Shape of Water)
Dennis Gassner, Alessandra Querzola – Blade Runner 2049
Sarah Greenwood, Katie Spencer – Die dunkelste Stunde (Darkest Hour)
Nathan Crowley, Gary Fettis – Dunkirk
Sarah Greenwood, Katie Spencer – Die Schöne und das Biest (Beauty and the Beast)
2019
Fiona Crombie, Alice Felton – The Favourite – Intrigen und Irrsinn (The Favourite)
Eugenio Caballero, Bárbara Enríquez – Roma
Stuart Craig, Anna Pinnock – Phantastische Tierwesen: Grindelwalds Verbrechen (Fantastic Beasts: The Crimes of Grindelwald)
Nathan Crowley, Kathy Lucas – Aufbruch zum Mond (First Man)
John Myhre, Gordon Sim – Mary Poppins’ Rückkehr (Mary Poppins Returns)

## 2020er-Jahre
2020
Dennis Gassner, Lee Sandales – 1917
- Mark Friedberg, Kris Moran – Joker
- Barbara Ling, Nancy Haigh – Once Upon a Time in Hollywood
- Bob Shaw, Regina Graves – The Irishman
- Ra Vincent, Nora Sopková – Jojo Rabbit

2021
Donald Graham Burt, Jan Pascale – Mank
- David Crank, Elizabeth Keenan – Neues aus der Welt (News of the World)
- Maria Djurkovic, Tatiana Macdonald – Die Ausgrabung (The Dig)
- Peter Francis, Cathy Featherstone – The Father
- Sarah Greenwood, Katie Spencer – Rebecca

2022
Patrice Vermette, Zsuzsanna Sipos – Dune
- Tamara Deverell, Shane Vieau – Nightmare Alley
- Sarah Greenwood, Katie Spencer – Cyrano
- Adam Stockhausen, Rena DeAngelo – The French Dispatch
- Adam Stockhausen, Rena DeAngelo – West Side Story

2023
Florencia Martin, Anthony Carlino – Babylon – Rausch der Ekstase (Babylon)
- James Chinlund, Lee Sandales – The Batman
- Curt Enderle, Guy Davis – Guillermo del Toros Pinocchio (Guillermo del Toro’s Pinocchio)
- Christian M. Goldbreck, Ernestine Hipper – Im Westen nichts neues
- Catherine Martin, Karen Murphy, Bev Dunn – Elvis

2024
Shona Heath, Zsuzsa Mihalek und James Price – Poor Things
- Ruth De Jong und Claire Kaufman – Oppenheimer
- Jack Fisk und Adam Willis – Killers of the Flower Moon
- Sarah Greenwood und Katie Spencer – Barbie
- Chris Oddy – The Zone of Interest

2025
Nathan Crowley und Lee Sandales – Wicked
- Judy Becker und Patricia Cuccia – Der Brutalist (The Brutalist)
- Suzie Davies und Cynthia Sleiter – Konklave (Conclave)
- Craig Lathrop – Nosferatu – Der Untote (Nosferatu)
- Patrice Vermette und Shane Vieau – Dune: Part Two